# Johannes Althusius
Johannes Althusius, rodným jménem Johannes Althaus (kolem 1563, Diedenshausen (Bad Berleburg) – 12. srpna 1638, Emden) byl německý filozof, filozof práva a politický filozof.
Působil mj. na Herbornské akademii; od roku 1604 zastával úřad městského syndika v Emdenu.
Vypracoval nauku o přirozeném právu, která byla stoicko-křesťansky orientovaná a opírala se o kalvinismus. Podle Althusia panovník vládne se souhlasem lidu a pokud nedbá na přirozená práva člověka (na právo na svobodu) a porušuje platné zákony země, ztrácí oprávněnost vládnout a lze jej sesadit.
Díky myšlenkám, které vyjádřil ve své práci z roku 1603 Politica methodice Digesta atque exemplu sacris et Profant Illustre, ho mnozí považují za prvního opravdového federalistu. Rozlišil pět hlavních typů lidských sdružení: rodinu, dobrovolnou spolupráci, místní komunitu, provincii, a konečně stát. Vztahy mezi jednotlivými skupinami a typy skupin udržuje řada společenských smluv. Národní jednoty lze podle Althusia dosáhnout jen tehdy, když každá ze skupin má nezávislou existenci a udržuje s ostatními dobrovolnou federaci. Svrchovanost jednotlivých skupin nelze podle Althusia přenést na jiné, ani vyšší skupiny, tedy na federaci. Jinak se politické společenství rozpadne. Althusius tak definoval tzv. princip subsidiarity.
Ve 20. století se k Althusiovi, dosti zapomenutém, přihlásil významný filozof práva Otto Friedrich von Gierke.